# Copa lacustris
Copa lacustris är en spindelart som beskrevs av Embrik Strand 1916. Copa lacustris ingår i släktet Copa och familjen flinkspindlar. Inga underarter finns listade i Catalogue of Life.